# Trilliumsatsen

Figur 1.
Triangeln med omskriven cirkel (brun, medelpunkt i), inskriven cirkel (orange, medelpukt i) och vidskriven cirkel (violett, medelpunkt i) till sidan. Cirkeln (blå) genom,, och har medelpunkt i och radierna till de fyra punkterna på omkretsen är markerade med grönt.

Trilliumsatsen (från engelska Trillium theorem, något etablerat svenskt namn finns ej) och Mansions sats (efter den belgiske matematikern Paul Mansion) är två olika aspekter av en mer allmän plangeometrisk sats (eller lemma) som säger att (beteckningar/färger enligt figur 1):
Skärningspunkten ({\displaystyle D_{a}}) mellan bisektrisen till ett triangelhörn ({\displaystyle A}), mittpunktsnormalen ({\displaystyle {\overline {D_{a}MON_{a}}}}) till den mot detta hörn stående sidan ({\displaystyle {\overline {BC}}}) och den omskrivna cirkeln (brun) till triangeln ({\displaystyle \triangle ABC}) är medelpunkt i en cirkel (blå) på vilka de båda övriga triangelhörnen ({\displaystyle B} respektive {\displaystyle C}) samt triangelns inskrivna cirkels (orange) och den mot triangelsidan mellan dessa två hörn stående vidskrivna cirkelns (violett) medelpunkter ({\displaystyle I} respektive {\displaystyle E_{a}}) ligger.
Denna cirkels, genom de fyra punkterna, radie har längden:
{\displaystyle r_{D_{a}}=2R\cdot \sin {\frac {\angle BAC}{2}}={\frac {|{\overline {BC}}|}{2\cdot \cos {\frac {\angle BAC}{2}}}}} där {\displaystyle R} är den omskrivna cirkelns radie.
Mer specifikt säger "trilliumsatsen" att (beteckningar enligt figur 1):
Avståndet från skärningspunkten mellan bisektrisen till en hörnvinkel ({\displaystyle A}) och den omskrivna cirkeln, det vill säga från punkten {\displaystyle D}, till de båda övriga hörnen och till den inskrivna cirkelns medelpunkt är detsamma – det vill säga att  {\displaystyle |{\overline {D_{a}B}}|=|{\overline {D_{a}C}}|=|{\overline {D_{a}I}}|},
medan Mansions sats säger att:
Mittpunkterna på sträckorna mellan den inskrivna cirkelns medelpunkt och de tre vidskrivna cirklarnas medelpunkter ligger på den omskrivna cirkeln till triangeln – det vill säga att  {\displaystyle |{\overline {D_{a}E_{a}}}|=|{\overline {D_{a}I}}|}.

## Namn

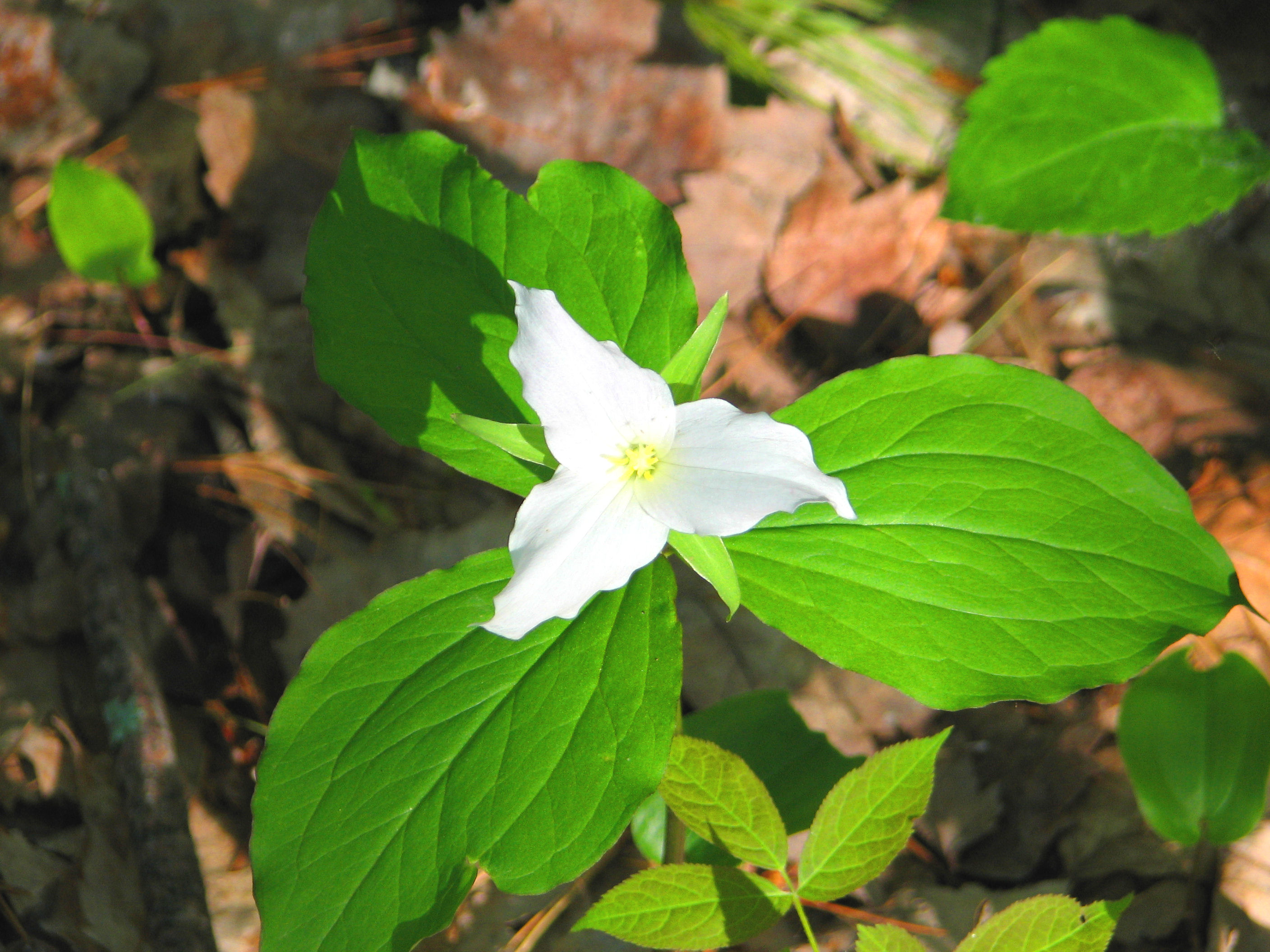
Trillium grandiflorum.

Som nämnts i inledningen finns det inget etablerat svenskt namn på satsen, och detta är även fallet på många andra språk – exempelvis engelska. Det mesta som har skrivits inom området har gjorts av ryskspråkiga författare som har använt (beroende på olika aspekter av satsen):
- Лемма о трезубце – "treuddssatsen" eller "treuddslemmat" (трезубц betyder treudd på svenska): {\displaystyle |{\overline {D_{a}B}}|=|{\overline {D_{a}C}}|=|{\overline {D_{a}I}}|=|{\overline {D_{a}E_{a}}}|}
- Лемма о трилистнике - "trilliumsatsen" eller "trilliumlemmat" (Trillium är det vetenskapliga namnet på ett växtsläkte, på svenska "treblad"): {\displaystyle |{\overline {D_{a}B}}|=|{\overline {D_{a}C}}|=|{\overline {D_{a}I}}|}
- Теорема Мансиона - "Mansions sats": {\displaystyle |{\overline {D_{a}I}}|=|{\overline {D_{a}E_{a}}}|}

Översättningar av dessa beteckningar till engelska har sedan användts i olika engelskspråkiga artiklar, men ofta presenteras satsen utan någon särskild benämning. På engelska förekommer också beteckningen Incenter-excenter circle på cirkeln genom de fyra punkterna, men översättningen till svenska blir inte lika "elegant" (incenter = den inskrivna cirkelns medelpunkt, excenter = en vidskriven cirkels medelpunkt).

## Härledningar

Figur 2.
De tre "incenter-excenter"-cirklarna till. Beteckningar och färger som i figur 1.

Betrakta figur 1 ovan. Medelpunkterna till den inskrivna cirkeln ({\displaystyle I}) och till den vidskrivna cirkeln ({\displaystyle E_{a}}) till sidan {\displaystyle {\overline {BC}}} ligger båda på bisektrisen till vinkeln {\displaystyle \angle BAC}. En cirkel (blå i figuren) med {\displaystyle {\overline {IE_{a}}}} som diameter har sin medelpunkt i mittpunkten {\displaystyle D} till {\displaystyle {\overline {IE_{a}}}}. Vinkeln {\displaystyle \angle IBE_{a}} är rät eftersom {\displaystyle {\overline {BI}}} är bisektris till {\displaystyle \angle ABC} och {\displaystyle {\overline {BE_{a}}}} är bisektris till supplementvinkeln till {\displaystyle \angle ABC} i hörnet {\displaystyle B} (i enlighet med vad som gäller för medelpunkterna för in- och vidskrivna cirklar). Eftersom {\displaystyle IBE_{a}} är rät ligger {\displaystyle B} på den blå cirkeln i enlighet med Thales sats och på motsvarande sätt ligger även hörnet {\displaystyle C} på denna cirkel. Sålunda går cirkeln med {\displaystyle {\overline {IE_{a}}}} som diameter och med medelpunkt i {\displaystyle D} genom punkterna {\displaystyle B}, {\displaystyle C}, {\displaystyle I} och {\displaystyle E_{a}}. Eftersom både {\displaystyle I} och {\displaystyle E_{a}} ligger på bisektrisen till triangelns hörnvinkel i {\displaystyle A} är det trivialt att även {\displaystyle D} ligger på bisektrisen till hörnvinkeln i {\displaystyle A}. Att visa att {\displaystyle D} ligger på den omskrivna cirkeln till {\displaystyle \triangle ABC} göres, med hjälp av randvinkelsatsen, genom:
{\displaystyle \angle BDC=2\cdot \angle BE_{a}C=2\cdot (180^{\circ }-\angle BIC)=2\cdot (180^{\circ }-(180^{\circ }-\angle CBI-\angle BCI)=2\cdot (\angle CBI+\angle BCI)=2\cdot ({\frac {\angle ABC}{2}}}{\displaystyle +{\frac {\angle ACB}{2}})=\angle ABC+\angle ACB=180^{\circ }-\angle BAC}
och således ligger {\displaystyle D} på triangelns omskrivna cirkel (då ju {\displaystyle {\overline {BC}}} är en korda till den omskrivna cirkeln och summan av två randvinklar, en på vardera sidan av en korda, är 180°).
Betrakta nu diametern {\displaystyle {\overline {D_{a}N_{a}}}} till den omskrivna cirkeln. Då {\displaystyle {\overline {BD_{a}}}} är en korda i den omskrivna cirkeln säger randvinkelsatsen att {\displaystyle \angle BN_{a}D_{a}=\angle BAD_{a}={\frac {\angle BAC}{2}}}. Thales sats säger att, eftersom att {\displaystyle {\overline {D_{a}N_{a}}}} är en diameter till cirkeln, så är {\displaystyle \angle D_{a}BN_{a}} rät och således är 
{\displaystyle \sin {\frac {\angle BAC}{2}}=\sin \angle BN_{a}D_{a}={\frac {|{\overline {D_{a}B}}|}{|{\overline {D_{a}N_{a}}}|}}={\frac {|{\overline {D_{a}B}}|}{2R}}\Rightarrow r_{D_{a}}={\frac {|{\overline {IE_{a}}}|}{2}}=|{\overline {D_{a}B}}|=2R\cdot \sin {\frac {\angle BAC}{2}}}, där {\displaystyle R} är den omskrivna cirkelns radie,
Eftersom {\displaystyle |{\overline {D_{a}B}}|=|{\overline {D_{a}C}}|} och den omskrivna cirkelns radie {\displaystyle R=|{\overline {OB}}|=|{\overline {OC}}|} är {\displaystyle D_{a}BOC} en drake och således skär diagonalerna i denna, {\displaystyle {\overline {BC}}} och {\displaystyle {\overline {D_{a}O}}}, varandra i rät vinkel (i den ljusblå punkten {\displaystyle M}, som ju är mittpunkt på {\displaystyle {\overline {BC}}} – således skär även mittpunktsnormalen till triangelsidan {\displaystyle {\overline {BC}}} den omskrivna cirkeln i {\displaystyle D_{a}} – jämför även "sydpolssatsen"). Då även vinkeln {\displaystyle \angle N_{a}BD_{a}} är rät (vilket konstaterats ovan – {\displaystyle {\overline {N_{a}D_{a}}}} är ju en diameter i den omskrivna cirkeln – Thales sats) är således trianglarna {\displaystyle \triangle BMD_{a}} och {\displaystyle \triangle N_{a}BD_{a}} likformiga (eftersom de förutom den räta vinkeln, även delar vinkeln {\displaystyle \angle BD_{a}N_{a}=\angle BD_{a}M}) och därmed är även {\displaystyle \angle _{a}DBM=\angle BN_{a}D_{a}={\frac {\angle BAC}{2}}}. Således är:
{\displaystyle \cos {\frac {\angle BAC}{2}}=\cos \angle BN_{a}D_{a}=\cos \angle D_{a}BM={\frac {|{\overline {BM}}|}{|{\overline {BD_{a}}}|}}={\frac {|{\overline {BM}}|}{r_{D_{a}}}}\Rightarrow r_{D_{a}}={\frac {|{\overline {BM}}|}{\cos {\frac {\angle BAC}{2}}}}={\frac {|{\overline {BC}}|}{2\cdot \cos {\frac {\angle BAC}{2}}}}}
varmed de angivna formlerna för radiens längd ({\displaystyle r_{D}}) är härledda även de.

### Enkel härledning (och utökning) av Mansions sats
Betrakta triangeln {\displaystyle \triangle E_{a}E_{b}E_{c}} med hörn i de vidskrivna cirklarnas medelpunkter – figur 2. Bisektrisen {\displaystyle {\overline {BE_{b}}}} till hörnet {\displaystyle B} i {\displaystyle \triangle ABC} är vinkelrät mot sidan {\displaystyle {\overline {E_{a}E_{c}}}} i {\displaystyle B} och således är dels {\displaystyle {\overline {BE_{b}}}} höjd till hörnet {\displaystyle E_{b}} i {\displaystyle \triangle E_{a}E_{b}E_{c}} och dels är {\displaystyle B} detta hörns fotpunkt på {\displaystyle {\overline {E_{a}E_{c}}}}. Samma gäller för {\displaystyle A} och {\displaystyle C} och således är dels {\displaystyle I} ortocentrum i {\displaystyle \triangle E_{a}E_{b}E_{c}} och dels är den omskrivna cirkeln till {\displaystyle \triangle ABC} också niopunktscirkel till {\displaystyle \triangle E_{a}E_{b}E_{c}}. På niopunktscirkeln ligger ju även mittpunkterna ({\displaystyle D_{a}}, {\displaystyle D_{b}} och {\displaystyle D_{c}}) på sträckorna från ortocentrum {\displaystyle I} till de tre triangelhörnen {\displaystyle E_{a}}, {\displaystyle E_{b}} och {\displaystyle E_{c}} och således delar den omskrivna cirkeln till {\displaystyle \triangle ABC} sträckorna {\displaystyle {\overline {IE_{a}}}}, {\displaystyle {\overline {IE_{b}}}} och {\displaystyle {\overline {IE_{c}}}} i två lika delar.
Ett ytterligare resultat av att den omskrivna cirkeln till {\displaystyle \triangle ABC} och niopunktscirkeln till {\displaystyle \triangle E_{a}E_{b}E_{c}} sammanfaller är att skärningspunkterna {\displaystyle N_{a}}, {\displaystyle N_{b}} och {\displaystyle N_{c}} mellan den omskrivna cirkeln till {\displaystyle \triangle ABC} är mittpunkter på sträckorna mellan de tre vidskrivna cirklarnas medelpunkter (mittpunkterna på en triangels sidor ligger ju också på niopunktscirkeln). Mansions sats kan därför utvidgas till:
Mittpunkterna på sträckorna mellan den inskrivna cirkelns medelpunkt och de tre vidskrivna cirklarnas medelpunkter och  mittpunkterna på sträckorna mellan två vidskrivna cirklars medelpunkter ligger på den omskrivna cirkeln till triangeln:
{\displaystyle |{\overline {ID_{a}}}|=|{\overline {E_{a}D_{a}}}|} , {\displaystyle \quad |{\overline {ID_{b}}}|=|{\overline {E_{b}D_{b}}}|} , {\displaystyle \quad |{\overline {ID_{c}}}|=|{\overline {E_{c}D_{c}}}|},
{\displaystyle |{\overline {E_{b}N_{a}}}|=|{\overline {E_{c}N_{a}}}|} , {\displaystyle \quad |{\overline {E_{a}N_{b}}}|=|{\overline {E_{c}N_{b}}}|\ } och {\displaystyle \ |{\overline {E_{a}N_{c}}}|=|{\overline {E_{b}N_{c}}}|}.